# Гимн Ниуэ
Ko e Iki he Lagi (с ниуэ. — «Господь на небесах») — государственный гимн Ниуэ, принятый в 1974 году.

## История
В бытие Ниуэ частью Королевства Новой Зеландии гимном территории являлся «God Defend New Zealand», один из двух государственных гимнов Новой Зеландии. «Ko e Iki he Lagi» был написан до 1970-х, его автор не известен. На открытии 1-х Южнотихоокеанских игр 1963 атлеты Ниуэ были представлены под «Ko e Iki he Lagi», однако из-за того, что атлеты острова не выиграли ни одной медали, композиция была проиграна только на церемонии открытия.
В 1974 году, когда остров обрёл статус самоуправляемого государственного образования в свободной ассоциации с Новой Зеландией, правительство Ниуэ приняло решение заменить «God Defend New Zealand» на «Ko e Iki he Lagi» в качестве государственного гимна Ниуэ. Однако во время посещения страны монархом государственный гимн Великобритании «God Save the Queen» используется вместо гимна Ниуэ до конца визита.

## Текст гимна
| Оригинальный | Перевод на русский | Перевод на английский |
| --- | --- | --- |
| | | |
| Ko e Iki he Lagi Kua fakaalofa mai Ki Niue nei, ki Niue nei Kua pule totonu E Patuiki toatu Kua pule okooko ki Niue nei Ki Niue nei, ki Niue nei Kua pule okooko ki Niue nei Kua pule ki Niue nei | Господь на небесах, Кто любит Ниуэ, Кто любит Ниуэ. Тот, кто милостиво правит – Всемогущий Господь, Тот, кто прекрасно правит над Ниуэ. Над Ниуэ, над Ниуэ, Над Ниуэ, над Ниуэ. Тот, кто прекрасно правит над Ниуэ, Тот, кто правит Ниуэ. | The Lord in Heaven Who loves Niue Who rules kindly The Almighty Who rules completely over Niue Over Niue, Over Niue Who rules completely over Niue Who rules over Niue |